# جنیوس

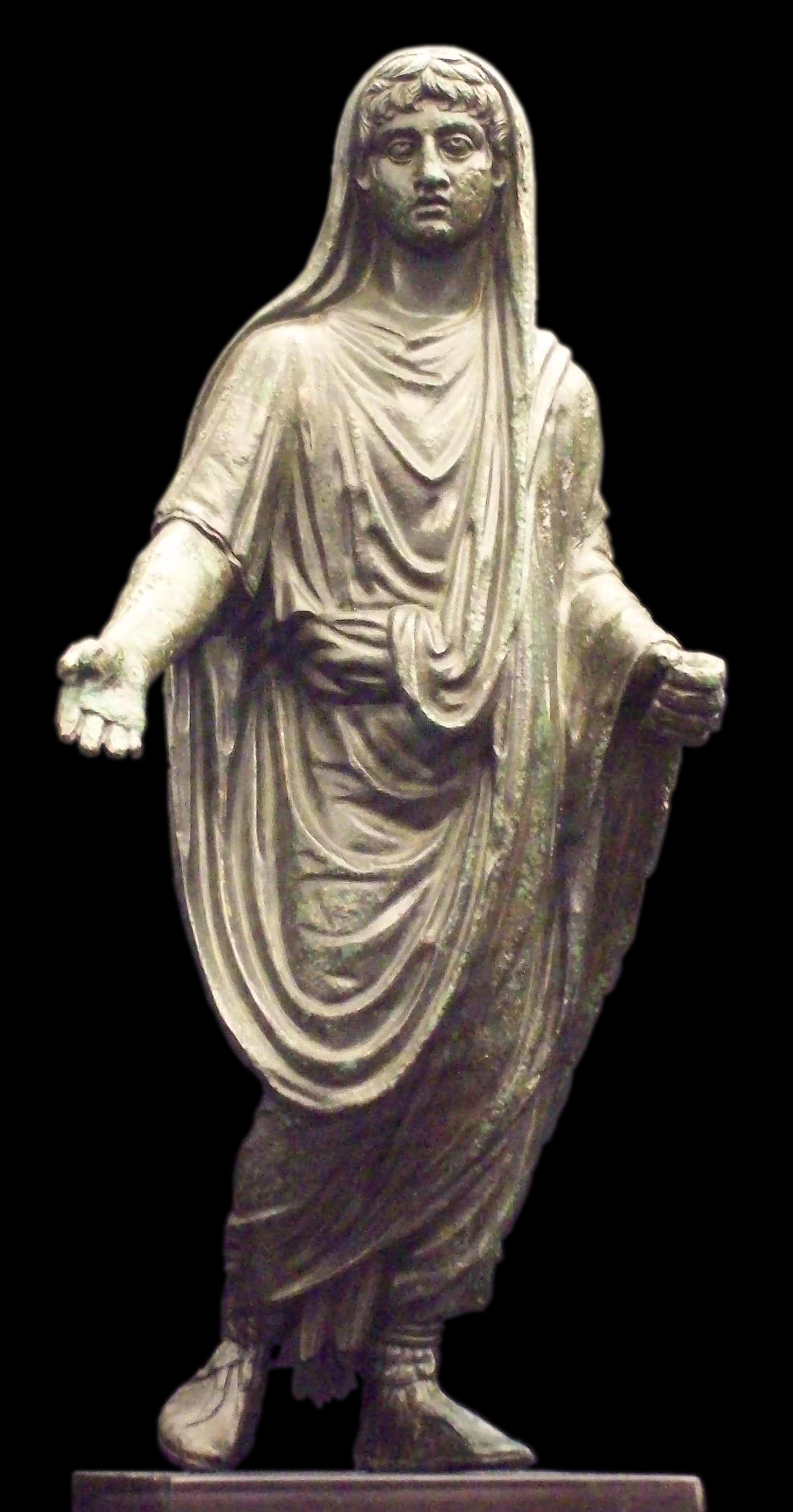
تندیس برنزی جنیوس، اثری از پاتر فامیلیاس، مربوط به قرن نخست میلادی

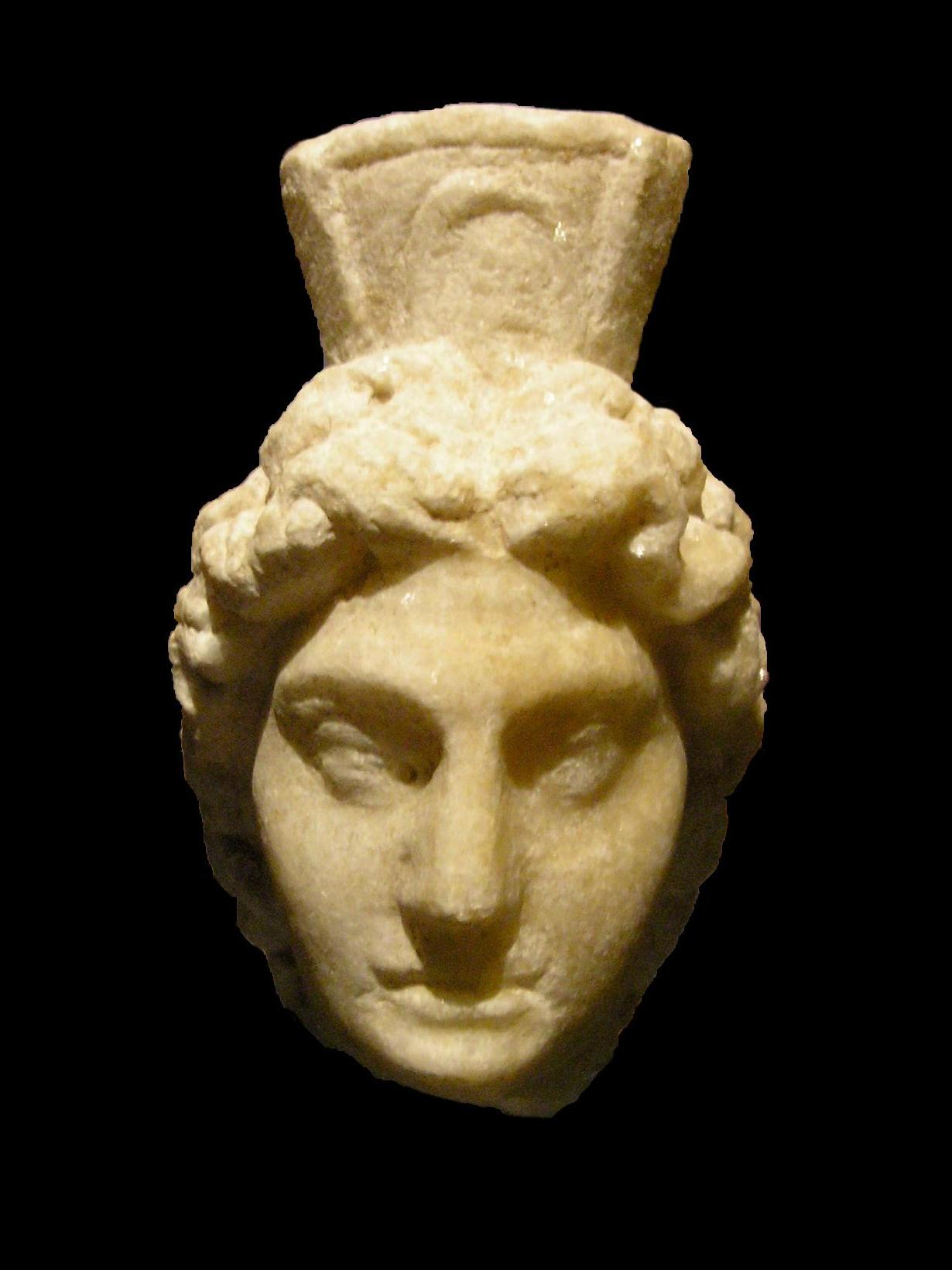
سردیس یک جنیوس که توسط سربازان رومی پرستش می‌شد، یافت شده در ویندوبونا، مربوط به قرن دوم میلادی

جنیوس یا ژنیوس،  در اساطیر رومی و دین روم باستان، نمونه فردی از یک طبیعت کلی الهی است که در هر فرد، مکان یا چیزی وجود دارد. بسیار شبیه یک فرشته نگهبان، جنیوس یا جن، هر انسان را از ساعت تولد تا روز مرگش دنبال می‌کرد. برای زنان، این روح روح جونو بود که هر یک از آنها را همراهی می‌کرد.  در فارسی گاهی به صورت جن نیز ترجمه شده‌است،

## شرح
در اعتقادات مردم روم باستان، هر مردی جنیوس یا جن یا همزاد خاص خودش را داشت.
به همین ترتیب هر زنی هم جونو مخصوص خود را داشت که بر همهٔ جنبه‌های زندگی زنانه او، خصوصاً ازدواج و زایمان نظارت می‌کرد.
تعداد اجنه (جنی‌ها) نامحدود بود و به نظر می‌رسد که هر ناحیه، محله، خانه و دروازه‌ای نیز، جنی خاص خودش را داشت. در روزگاران کهن، جنی یا ژنیوس یک مرد و ژونوی یک زن، ظاهراً با نقش آنان به عنوان رئیس خانه یا خاندان در ارتباط بود.
در دوران‌های بعد، جنی یک جور عامل تعیین‌کننده و نمایانگر شخصیت یک مرد - خوب یا بد - محسوب می‌شد.
پس از مدتی جنیوس هر مرد، نقش حامی و نگهبان او را هم به خود گرفت. همان‌طور که ژونوی هر زن نیز حامی او بود و او را مثلاً در زمان ورود به خانه بخت یا موقع نخستین نزدیکی جنسی (وی محافظ حلقه و کمربند تازه عروسان بود) و همین‌طور به خصوص در هنگام وضع حمل و زایمان، محافظت و پشتیبانی می‌کرد.
بدین ترتیب با هر مردی، یک جنی یا جنیوس به دنیا می‌آمد و با مرگ او از دنیا می‌رفت. این جنیوس فقط از طرف فردی که به او تعلق داشت، پرستش می‌شد.
ژونو یا جونوی هر زن نیز، صرفاً متعلق به خود آن زن و مورد پرستش او بود و با همان زن به دنیا می‌آمد و با همو از دنیا می‌رفت.

## معادل فارسی
با توجه به تعریف اجمالی فوق و با توجه به شرحی که در ذیل آمده‌است، پدیده جنیوس در اساطیر و مذهب رومی را می‌توان به تقریب معادل با مفهوم همزاد، در افسانه‌ها و اساطیر ایرانی تلقی نمود.